# Augmented prototyping

Voorbeeld van Augmented prototyping

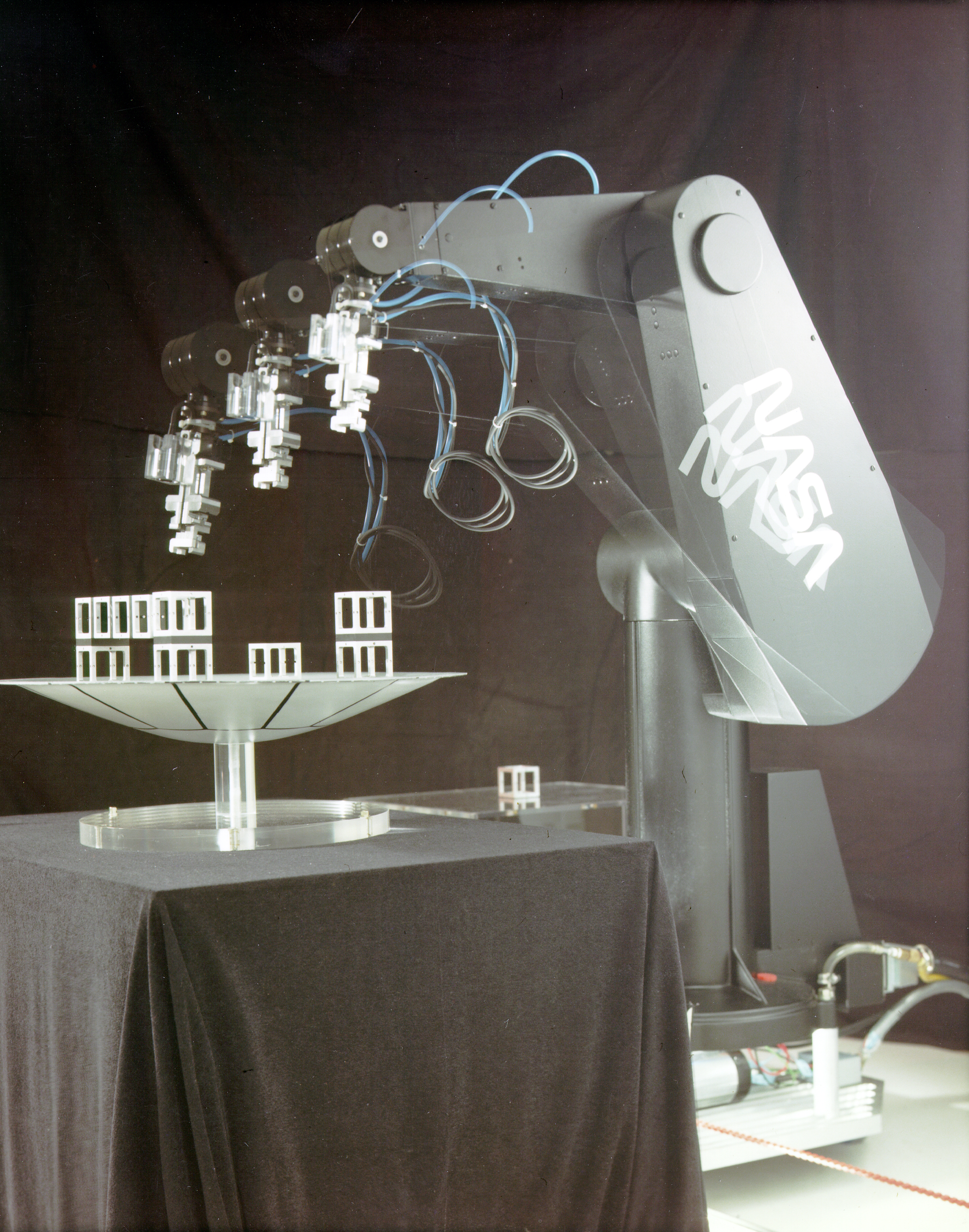
Robot arm in Virtual Reality

Augmented prototyping is een methode om in een afbeelding of schaalmodel van de werkelijkheid, aanvullende (augmented reality = aangevulde realiteit) informatie toe te voegen. In het ontwerpproces kan een dergelijk prototype een welkome aanvulling zijn. Op deze manier kan, tegen relatief geringe kosten, een realistisch en informatief beeld van de (toekomstige) werkelijkheid gegeven worden.
De techniek die men hiervoor gebruikt kan varieën van beamers om direct op voorwerpen te projecteren tot het gebruik van zogenaamde head-mounted displays; deze techniek is nog voortdurend in ontwikkeling.